# 1978 في البرازيل
فيما يلي قوائم الأحداث التي وقعت خلال عام 1978 في البرازيل.

## رياضة
- 1 يناير – الدوري البرازيلي لكرة القدم 1978 الفائز نادي غواراني.
- 1 يناير – بطولة أمريكا الجنوبية لألعاب القوى للناشئين 1978
- 1 يناير – بطولة باوليستا 1978 الفائز نادي سانتوس.
- 1 يناير – بطولة كاريوكا 1978 الفائز نادي فلامنغو.
- 29 يناير – جائزة البرازيل الكبرى 1978 الفائز كارلوس ريوتيمان.

## مواليد

### يناير
- 1 يناير – جواو باولو كوينكا
- 1 يناير – فاغنر سانتوس لاغو لاعب كرة قدم برازيلي.
- 4 يناير – جوليو سيزار مارتينز لاعب كرة قدم برازيلي.
- 9 يناير – فاغنر دا سيلفا ساشي لاعب كرة قدم برازيلي.
- 13 يناير – باولو سيزار فونسيكا دو ناسيمينتو لاعب كرة قدم برازيلي.
- 17 يناير – ليوناردو بيريرا دي أوليفيرا لاعب كرة قدم برازيلي.
- 19 يناير – تياغو لاسيردا
- 20 يناير – ريكاردو دي فريتاس كارر لاعب كرة قدم برازيلي.
- 22 يناير – ايرناني بيريرا لاعب كرة قدم برازيلي.
- 22 يناير – إيمرسون كريس لاعب كرة قدم برازيلي.
- 23 يناير – أليكساندر رودريغيز دي أوليفيرا لاعب كرة قدم برازيلي.
- 23 يناير – فلافيو باروس لاعب كرة قدم برازيلي.
- 24 يناير – كارلوس ألبرتو لاعب كرة قدم برازيلي.
- 25 يناير – كلايتون لاعب كرة قدم برازيلي.

### فبراير
- 1 فبراير – أندرسون روبيرتو دا سيلفا لويز لاعب كرة قدم برازيلي.
- 2 فبراير – مانويل دا سيلفا فيلهو لاعب كرة قدم برازيلي.
- 5 فبراير – غلاوسيليو أبرو
- 10 فبراير – هنري كاستيلي ممثل برازيلي.
- 11 فبراير – ماغدا غوميز ممثلة برازيلية.
- 13 فبراير – وارلي دوس سانتوس لاعب كرة قدم برازيلي.
- 16 فبراير – غوستافو بوكولي لاعب كرة قدم برازيلي.
- 20 فبراير – ساندرو لويس بريتو لاعب كرة قدم برازيلي.
- 28 فبراير – جفرسون فريد رودريغيز لاعب كرة قدم برازيلي.

### مارس
- 1 مارس – ماوريسيو سرش لاعب كرة قدم برازيلي.
- 7 مارس – جاكلين جيسوس
- 8 مارس – أديلتون بريتو نوتو لاعب كرة قدم برازيلي.
- 11 مارس – باولو موسا لاعب كرة قدم برازيلي.
- 18 مارس – فرنانداو لاعب ومدرب كرة قدم برازيلي.
- 20 ديسمبر – مارسيو رودريغيز لاعب كرة قدم برازيلي.
- 21 مارس – إمرسون خوسيه ريس بوكاردو لاعب كرة قدم برازيلي.
- 21 مارس – داني سيرجيو مدرب كرة قدم برازيلي.
- 23 مارس – روبسون مورا فنان قتال مختلط برازيلي.

### أبريل
- 5 أبريل – ماراكوني أمارال لاعب كرة قدم برازيلي.
- 6 أبريل – فابيانو بريرا دا كوستا لاعب كرة قدم برازيلي.
- 15 أبريل – هيلينا كوستا
- 18 أبريل – لوتشيانو باجلياريني درّاج طريق برازيلي.
- 18 أبريل – ليوناردو دي ديوس سانتوس لاعب كرة قدم برازيلي.
- 19 أبريل – لياندرو جيل ميراندا دا سيلفا لاعب كرة قدم برازيلي.
- 23 أبريل – أنتونيو غيدر لاعب كرة قدم برازيلي.
- 25 أبريل – ليتيسيا بيركوير ممثلة برازيلية.
- 26 أبريل – فابيو كارفاليو لاعب كرة قدم برازيلي.
- 30 أبريل – راكيل سيلفا لاعبة كرة طائرة برازيلية.

### مايو
- 1 مايو – سيرجينيو بايانو لاعب كرة قدم برازيلي.
- 8 مايو – لوسيو لاعب كرة قدم برازيلي.
- 14 مايو – سيباستيان بيلين لاعب كرة سلة بلجيكي.
- 15 مايو – إدواردو سيزار غاسبار لاعب كرة قدم برازيلي.
- 18 مايو – هيلتون أرودا لاعب كرة قدم برازيلي.
- 22 مايو – فابريسيو كارلوس كوستا بينتو لاعب ومدرب كرة قدم برازيلي.
- 26 مايو – آنا باولا أوليفيرا

### يونيو
- 7 يونيو – أليساندرو فاريا لاعب كرة قدم توغولي.
- 9 يونيو – ريناتو آبرو لاعب كرة قدم برازيلي.
- 13 يونيو – أنطونيو دا سيلفا لاعب كرة قدم برازيلي.
- 13 يونيو – غابرييل ليما لاعب كرة قدم برازيلي.
- 16 يونيو – رودريغو تيكسيرا لاعب كرة قدم برازيلي.
- 17 يونيو – أليكس أوليفيرا لاعب كرة قدم برازيلي.
- 18 يونيو – فرناندو ألميدا دي أوليفيرا لاعب كرة قدم برازيلي.
- 21 يونيو – ماركوس أوليفيرا فنان قتال مختلط برازيلي.

### يوليو
- 3 يوليو – ماوريسيو رودريغيز ألفيس دومينغيش لاعب كرة قدم برازيلي.
- 4 يوليو – ماركوس دانييل لاعب كرة مضرب برازيلي.
- 7 يوليو – روبيرتو بروم لاعب كرة قدم برازيلي.
- 9 يوليو – فيرناندو براس لاعب كرة قدم برازيلي.
- 17 يوليو – واشنطن لويز ماسكارينهاس سيلفا لاعب كرة قدم برازيلي.
- 18 يوليو – رودريغو رودريغوس ريبيرو لاعب كرة قدم برازيلي.
- 22 يوليو – ريكاردو كزافييه لاعب كرة قدم برازيلي.
- 23 يوليو – شيلا ميلو
- 24 يوليو – باولو ماتشادو سبّاح برازيلي.

### أغسطس
- 3 أغسطس – جوني إدواردو فنان قتال مختلط برازيلي.
- 10 أغسطس – كارلوس ماورو بيريرا دا سيلفا لاعب كرة قدم برازيلي.
- 15 أغسطس – باتريشيا توليدو لاعبة كرة قدم برازيلية.
- 17 أغسطس – روجر غاليرا فلوريس لاعب كرة قدم برازيلي.
- 24 أغسطس – كيكو لاعب كرة قدم برازيلي.
- 25 أغسطس – كريستيان مايكون هينينغ لاعب كرة قدم برازيلي.
- 30 أغسطس – أديلتو باتيستا دا سيلفا لاعب كرة قدم برازيلي.

### سبتمبر
- 1 سبتمبر – أديلسون فيريرا دي سوزا لاعب كرة قدم برازيلي.
- 1 سبتمبر – جان كاريوكا لاعب كرة قدم برازيلي.
- 5 سبتمبر – فيسنتي هنريكس لاعب كرة ماء برازيلي.
- 8 سبتمبر – سانتوس غايا لاعب كرة قدم برازيلي.
- 13 سبتمبر – خوسيه روبرتو غوميز سانتانا لاعب كرة قدم برازيلي.
- 14 سبتمبر – روبرتو مينديز سيلفا لاعب كرة قدم برازيلي.
- 19 سبتمبر – فابيو لاعب كرة قدم برازيلي.
- 19 سبتمبر – ميشيل ألفيس عارضة برازيلية.
- 21 سبتمبر – ماريو دا سيلفا لاعب كرة قدم برازيلي.
- 21 سبتمبر – ماريو ميراندا فنان قتال مختلط برازيلي.
- 25 سبتمبر – كارلا كوستا لاعبة كرة سلة برازيلية.

### أكتوبر
- 1 أكتوبر – باولو سيرجيو روتشا لاعب كرة قدم برازيلي.
- 3 أكتوبر – سيسيرو ريكاردو دي سوزا لاعب ومدرب كرة قدم برازيلي.
- 10 أكتوبر – لوتشيانو هنريكي لاعب كرة قدم برازيلي.
- 10 أكتوبر – ميلتون فييرا رياضي برازيلي.
- 19 أكتوبر – انريكي بارنولدي سائق سيارة سباق برازيلي.
- 21 أكتوبر – ماركوس انطونيو غارسيا ناسيمينتو لاعب كرة قدم برازيلي.
- 23 أكتوبر – ليو مورا لاعب كرة قدم برازيلي.
- 23 أكتوبر – ماركو أنطونيو لاعب كرة قدم برازيلي.

### نوفمبر
- 1 نوفمبر – كلايتون كونسيساو ملاكم برازيلي.
- 1 نوفمبر – لازارو راموس ممثل برازيلي.
- 6 نوفمبر – دانييلا سيكاريللي
- 8 نوفمبر – جوليو سيرجيو لاعب كرة قدم برازيلي.
- 14 نوفمبر – لياندرو مولر كاتب برازيلي.
- 14 نوفمبر – واشنطن لويجي غارسيا لاعب كرة قدم برازيلي.
- 16 نوفمبر – كارولاينا بارا موسيقية برازيلية.
- 17 نوفمبر – جوليو سيزار لاعب كرة قدم برازيلي.
- 17 نوفمبر – خورخي فاغنر لاعب كرة قدم برازيلي.
- 25 نوفمبر – تايس أراوخو ممثلة برازيلية.
- 28 نوفمبر – جونيلسون كورو ناسيمينتو برفي لاعب كرة قدم برازيلي.

### ديسمبر
- 5 ديسمبر – فابيو لياندرو باربوسا لاعب كرة قدم برازيلي.
- 6 ديسمبر – أدريانا مويسيس بينتو
- 6 ديسمبر – إيمرسون شيخ لاعب كرة قدم قطري.
- 8 ديسمبر – اديلسون خوسيه دا سيلفا لاعب كرة قدم برازيلي.
- 9 ديسمبر – روي ريكاردو دياز ممثل برازيلي.
- 14 ديسمبر – أندريه كانداكان بينتو لاعب كرة قدم برازيلي.
- 18 ديسمبر – شانا ماسون
- 18 ديسمبر – ماركوس أنطونيو كوستا لاعب كرة قدم برازيلي.
- 19 ديسمبر – أليكساندر فاسكونسيلوس لاعب كرة يد برازيلي.
- 20 ديسمبر – مارسيو رودريغيز لاعب كرة قدم برازيلي.
- 21 ديسمبر – رودريغو كاسترو سبّاح برازيلي.

## وفيات

### يناير
- 1 يناير – جواو كروز كوستا (مواليد 1904)

### مارس
- 14 مارس – إسماعيل سيلفا (مواليد 1905) موسيقي برازيلي.

### يوليو
- 8 يوليو – عثمان لينس (مواليد 1924) روائي برازيلي.

### أكتوبر
- 10 أكتوبر – هيرميس ليما (مواليد 1902) سياسي برازيلي.